# The Dead Sound
The Dead Sound ist eine deutsche Post-Punk-Band, deren Musik auch Elemente des Dark Wave, Psychedelic und Shoegaze aufweist.

## Besetzung
- Karl Brausch – Gesang, Gitarre
- Dominik Mercier – Bass
- Lars Borrmann – Schlagzeug

## Geschichte
Karl Brausch startete The Dead Sound 2017 als Soloprojekt. Bassist Dominik Mercier stieß vor dem ersten Konzert der Band im Dezember 2018 in Trier hinzu. Danach vervollständigte Schlagzeuger Lars Borrmann das Trio.
Das erste Album von The Dead Sound mit dem Titel Cuts erschien am 19. Juli 2019 auf dem Label Crazysane Records. Alle neun Titel dieses Albums schrieb Karl Brausch. Er spielte die Songs allein zu Hause im eigenen Studio ein.
Karl Brausch und Dominik Mercier, die in Trier beheimatet sind, sind parallel Mitglieder der Band Love A. Während Brausch dort das Schlagzeug spielt, übernimmt er bei den Live-Auftritten von The Dead Sound Gesang und Gitarre. Lars Borrmann war Mitglied der Band Freiburg.

## Diskografie

### Alben
- 2019: Cuts (Crazysane Records)

### Musikvideos
- 2019: Do you fear?